# Fælden
Fælden er en dansk kortfilm fra 2013, der er instrueret af Iben Ravn.

## Handling
Denne artikel mangler et handlingsreferat. Hjælp os med at skrive det.